# Pontificia Università Lateranense
La Pontificia Università Lateranense è un'università pontificia con sede in Roma, nella zona extraterritoriale della Santa Sede in Laterano. L'università conta trenta sedi sparse in tredici paesi e rilascia titoli riconosciuti e validi a livello internazionale.
La P.U.L. è anche conosciuta con il titolo di "Università del Papa".
L'università offre diversi percorsi di studio: quattro facoltà (Teologia, Filosofia, Diritto Civile, Diritto Canonico), due cicli di studio (Ecologia e Ambiente, Scienze della Pace) e due istituti (L' ''Institutum Utriusque Iuris'' che è costituito dalla facoltà di Diritto Civile ed Utroque Iure, e  L' ''Istituto Pastorale Redemptor Hominis'').
L'ateneo è aperto sia ai laici che ai religiosi.

## Storia
"La Pontificia Università Lateranense costituisce, a titolo speciale, l'Università del Papa". Queste parole di Giovanni Paolo II, proferite in occasione della sua visita, il 16 febbraio 1980, sintetizzano l'università, le cui origini risalgono al 1773, quando papa Clemente XIV soppresse la Compagnia di Gesù e affidò le facoltà di teologia e di filosofia del Collegio Romano al clero della diocesi di Roma. Nel 1824 papa Leone XII restituì ai gesuiti quella che poi divenne la Pontificia Università Gregoriana, ma consentì al clero secolare che li aveva sostituiti di continuare a dedicarsi all'insegnamento: assegnò loro come sede il Palazzo di Sant'Apollinare, dove nel 1853 papa Pio IX fondò le facoltà di Diritto canonico e di Diritto civile e il Pontificio Istituto Utriusque Iuris.
Il nuovo istituto assunse il nome di Ateneo del Pontificio Seminario Romano Maggiore. Papa Pio XI assegnò all'ateneo la sua sede definitiva, presso la basilica di San Giovanni in Laterano e nel 1932 le venne assegnato come Cancelliere il cardinale vicario di Roma. Papa Pio XII, nel 1958, vi istituì il Pontificio Istituto Pastorale. L'anno successivo papa Giovanni XXIII eresse l'Ateneo ad Università e gli conferì il nome di Pontificia Università Lateranense. Papa Giovanni Paolo II nel 1981 ha eretto presso l'università il Pontificio Istituto Giovanni Paolo II per studi su Matrimonio e Famiglia, che ha il diritto di conferire gradi accademici iure proprio.
Il titolo di gran cancelliere spetta, a norma degli statuti dell'università, al vicario generale di Sua Santità per la diocesi di Roma. Dal 1º agosto 2023 il rettore è l'arcivescovo Alfonso Vincenzo Amarante, C.SS.R.
Nel 1996 è stata istituita la Fondazione Civitas Lateranensis al fine di sostenere la Pontificia Università Lateranense nella sua missione. La Fondazione finanzia direttamente iniziative e strutture dell'università e garantisce un sostegno economico agli studenti (religiosi e laici) in difficoltà (soprattutto coloro che provengono da territori come l'Africa, l'America Latina, l'Asia e l'Europa dell'Est).
Il 25 ottobre 2024 papa Francesco ne ha disposto la soppressione a norma del canone 120 §1 del Codice di diritto canonico.
Dal 2001 è stata ufficialmente istituita la Lateran University Press, che cura pubblicazioni scientifiche e le sette riviste che costituiscono il contributo offerto dall'università alla comunità scientifica internazionale.

## Profilo
Formazione di base, specialistica e dottorale caratterizzano l'offerta delle sue quattro facoltà e dei suoi due istituti, più master e corsi vari di specializzazione. Con quattro facoltà (Teologia, Filosofia, Diritto Canonico e Diritto Civile/Giurisprudenza), due istituti (Pastorale e Utriusque Iuris) e con due cicli di studi interfacoltà (Scienze della pace e della cooperazione internazionale, Ecologia e Ambiente), l'offerta formativa è orientata all'area umanistica. L'ateneo rilascia titoli di studio aventi valore anche in Italia: la Facoltà di Diritto Civile (Giurisprudenza) è equipollente al titolo di laurea magistrale in Giurisprudenza rilasciato dalle università italiane; allo stesso modo i due cicli di studi interfacoltà (Scienze della pace ed Ecologia e Ambientale) rilasciano titoli di laurea triennale (L-37) e titoli di laurea magistrale (LM-81) validi anche sul territorio italiano. Tra i servizi e le attività, si segnala la Biblioteca "Beato Pio IX".
L'università è presente in 13 paesi con 30 sedi.
Tra gli istituti collegati con l'università, tre di essi sono quelli incorporati, che fungono da specializzazioni della Facoltà di Teologia, pur mantenendo, allo stesso tempo, la loro autonomia: la Pontificia Accademia Alfonsiana (Pontificio Istituto Superiore di Teologia Morale); il Pontificio Istituto Patristico «Augustinianum» ed il Pontificio Istituto di Teologia della Vita Consacrata «Claretianum».

## Facoltà

### Teologia
Gli studi della Facoltà di Teologia si suddividono in tre cicli:
1. Primo ciclo o Quinquennio istituzionale: si attua in tre anni, dopo il Biennio filosofico, e si conclude con il conseguimento del primo grado accademico, il Baccalaureato in Teologia.
2. Secondo ciclo o Biennio di specializzazione: si attua in due anni, e si conclude con il conseguimento del secondo grado accademico, la Licenza specializzata in Teologia. Nelle tre Specializzazioni della Facoltà (Teologia Fondamentale, Cristologia, Ecclesiologia) è possibile conseguire la Licenza in Teologia, oltre che in Teologia Fondamentale, Cristologia, Ecclesiologia, anche nei seguenti indirizzi: Scienze della religione, Teologia della vita cristiana, Storia.
3. Terzo ciclo o Biennio superiore di ricerca: si attua in due anni, dopo una Licenza in Teologia, e si conclude con il conseguimento del terzo grado accademico, il Dottorato in Teologia.
La Facoltà di S. Teologia, inoltre, riconosce nel Pontificio Istituto Pastorale "Redemptor Hominis" (secondo e terzo ciclo) le specializzazioni in Teologia Pastorale (indirizzi di Licenza: Teologia pastorale della comunità ecclesiale, Teologia dell'evangelizzazione, Teologia dell'educazione, Teologia della comunicazione) e in Dottrina Sociale della Chiesa.
Nell'ambito della Facoltà vi sono anche tre istituti incorporati, che fungono da specializzazioni (secondo e terzo ciclo), ma che godono di autonomia: la Pontificia Accademia Alfonsiana (Pontificio Istituto Superiore di Teologia Morale); il Pontificio Istituto Patristico «Augustinianum» ed il Pontificio Istituto di Teologia della Vita Consacrata «Claretianum».

### Filosofia
La Facoltà di Filosofia della Pontificia Università Lateranense offre una formazione filosofica ritenuta utile al proseguimento e approfondimento degli studi teologici.
Vengono studiate anche le lingue antiche e vengono proposti approfondimenti specifici di matematica e informatica.
Le matricole vengono seguite con un percorso di tutoraggio.
La Facoltà di Filosofia segue l'ordinamento universitario della Santa Sede che, come per tutte le Parti del Processo di Bologna, prevede tre cicli di studio, con i rispettivi titoli o gradi accademici:
1. Ciclo Istituzionale, per il conseguimento del biennio di Filosofia (per accedere agli studi teologici) e del triennio per il Baccalaureato in Filosofia (Bachelor of Arts, BA), comparabile alla Laurea Triennale in Italia.
2. Biennio di Specializzazione, per il conseguimento della Licenza in Filosofia (Master of Arts, MA), comparabile alla Laurea Magistrale. Il biennio è organizzato secondo due orientamenti curriculari: un indirizzo è rivolto allo studio e approfondimento del rapporto tra la filosofia e le scienze, l'altro allo studio e approfondimento del rapporto tra filosofia, culture e religioni. Dall'anno 2020 la Facoltà di Filosofia stabilisce un accordo con l'Università di Perugia, istituendo un programma di studi congiunto e integrato per il conseguimento del doppio titolo di Laurea Magistrale/Master MA: la Licenza in “Filosofia” della Pontificia Università Lateranense e la Laurea in “Filosofia ed Etica delle relazioni” (LM-78) dell'Università di Perugia.
3. Dottorato triennale, per il conseguimento del Dottorato in Filosofia (PhD).

Dall'anno 2020, la Facoltà di Filosofia stabilisce un accordo con l'Università di Perugia per un doppio titolo: la Licenza di filosofia dalla Lateranense e la Laurea in Filosofia e Etica delle relazioni dall'università di Perugia

### Diritto Canonico
Nella Facoltà di Diritto Canonico lo studio delle discipline canonistiche è proposto nella prospettiva accademica e culturale propria di entrambi i Diritti: Civile e Canonico.

### Diritto Civile (Giurisprudenza)
Fu istituito dalla Santa Sede nel 1853 per lo studio del diritto e della giurisprudenza. Con Decreto Ministeriale (2 luglio 2004 e 21 settembre 2006) ha ottenuto l'equipollenza dei Gradi Accademici rilasciati e i suoi titoli sono riconosciuti dallo Stato Italiano.

### Scienze della pace
Dall'anno accademico 2019-2020 è avviato il Ciclo di studi in Scienze della pace (laurea triennale in Scienze della pace e biennio di laurea magistrale in Scienze della pace e cooperazione internazionale). Per l'anno accademico 2021-2022 il Ciclo di Studi in Scienze della Pace si arricchisce di un nuovo percorso di Licenza con la Laurea Magistrale in Scienze della Cooperazione Internazionale e Organizzazioni non profit (LM 81). Il percorso è finalizzato alla formazione di figure professionali con competenze nella gestione delle organizzazioni non profit, con particolare specializzazione nella attività di cooperazione allo sviluppo.
Il 16 maggio 2019, il Ministro dell'Istruzione, dell'Università e della Ricerca, in attuazione della Legge n. 63 del 5 marzo 2004, con Decreto N. 421 ha stabilito che: i titoli di Baccalaureato in “Scienze della Pace” e di Licenza in “Scienze della Pace e della Cooperazione Internazionale” rilasciati dalla Pontificia Università Lateranense, con sede nello Stato della Città del Vaticano, sono equipollenti ai titoli rilasciati dalle Università italiane afferenti rispettivamente alla classe di Laurea L-37 in “Scienze sociali per la cooperazione, lo sviluppo e la pace” ed alla classe di Laurea magistrale LM-81 in “Scienze per la cooperazione allo sviluppo”.
Nelle parole del rettore Amarante, il corso è nata in risposta all'enciclica Fratelli tutti.

### Ecologia e Ambiente
Al 2024 è attivo anche il corso di "Ecologia e Ambiente", in risposta all'enciclica Laudato si'.

## Istituti all'interno della Pontificia Università Lateranense

### Institutum Utriusque Iuris
Eretto presso la Pontificia Università Lateranense da Pio XI con il breve Romanum Seminarium del 30 settembre 1932, il Pontificium Institutum Utriusque Iuris è costituito dalle facoltà di Diritto Canonico e di Diritto Civile, già esistenti presso il Seminario Romano di Sant'Apollinare ed erette da Pio IX. 
L'istituto si caratterizza per lo studio approfondito del diritto romano quale radice comune del diritto della Chiesa cattolica e dei sistemi giuridici secolari, in base alla convinzione che lo studio delle leggi positive della Chiesa e degli Stati non possa prescindere da un'idea di giustizia universale con al centro una visione della persona concorde con il Vangelo.

### Istituto PastoraleRedemptor Hominis
Eretto da Pio XII presso la Pontificia Università Lateranense con la costituzione apostolica Ad Uberrima del 3 giugno 1958, il Pontificio Istituto Pastorale divenne parte integrante della Lateranense il 17 maggio 1959 con il motu proprio Cum inde di Giovanni XXIII. Giovanni Paolo II – nei Discorsi alla Pontificia Università Lateranense il 16 febbraio 1980, il 23 gennaio 1987 e il 9 novembre 1987 – affidò al Pontificio Istituto Pastorale il compito della ricerca e della formazione pastorale, accanto a quello di stimolare e sollecitare l'orientamento delle discipline teologiche e filosofiche verso l'uomo concreto nella sua esistenza umana e nella sua esperienza di fede. L'istituto, strutturato in due sezioni (licenza e dottorato), propone una specializzazione in Teologia Pastorale e una in Dottrina Sociale della Chiesa.

## Istituti aggregati, affiliati e collegati alla Pontificia Università Lateranense

### Argentina
- Centro di Studi Filosofici e Teologici di Córdoba

### Belgio
- Istituto Filosofico del Seminario Maggiore di Namur

### Brasile
- Istituto Teologico “Dom João Resende Costa" Università Cattolica de Minas Gerais
- Studio Teologico di Curitiba
- Istituto Teologico Pontificia Università Cattolica di Rio Grande do Sul
- Centro di Studi Filosofico-Teologici "Redemptoris Mater"
- Istituto di Diritto Canonicio "Pe. Dr. Giuseppe Benito Pegoraro"

### Francia
- Istituto Teologico della Comunità di San Martino (Évron)

### Israele
- Sezione Distaccata in Galilea dello Studio Teologico Patriarcale

### Italia
- Istituto Teologico Abruzzese-Molisano di Chieti
- Istituto Teologico di Assisi
- Istituto Teologico Marchigiano
- Sede distaccata di Fermo

### Lituania
- Istituto Teologico del Seminario di Telšiai
- Istituto Teologico del Seminario San Giuseppe di Vilnius

### Messico
- Istituto Teologico del Seminario di Guadalajara

### Paesi Bassi
- Istituto Teologico “Willibrordhuis di Haarlem"
- Istituto Teologico del Seminario di Roermond

### Palestina
- Studio Teologico del Seminario Patriarcale

### Romania
- Istituto Teologico del Seminario di Alba Iulia
- Istituto Teologico del Seminario di Iași

### Russia
- Istituto Teologico "S. Giovanni Crisostomo" del Seminario di San Pietroburgo

### Spagna
- Istituto diocesano di Diritto Canonico della Diocesi di Valencia

### Stati Uniti d'America
- Istituto Teologico "Josephinium" di Columbus
- Istituto Teologico Filosofico del Seminario di Denver
- Istituto Teologico-Cattolico per l'Oceania "Blessed Diego Luis de San Vitores" di Guam

### Ucraina
- Istituto Teologico del Seminario di Kam'janec'-Podil's'kyj

### Ungheria
- Istituto Teologico del Seminario di Győr

## Rettori
Elenco cronologico dei rettori:
- Presbitero Roberto Ronca † (1930 - 1932 dimesso)
- Presbitero Pio Paschini † (1932 - 1957 dimesso)
- Monsignore Antonio Piolanti † (1957 - 1969 dimesso)
- Monsignore Pietro Pavan † (1969 - 1973 dimesso)
- Monsignore Franco Biffi † (1974 - 1983 dimesso)
- Vescovo Pietro Rossano † (7 dicembre 1983 - 15 giugno 1991 deceduto)
- Presbitero Umberto Betti, O.F.M. † (1991 - 1995 dimesso)
- Vescovo Angelo Scola (14 settembre 1995 - 5 gennaio 2002 nominato patriarca di Venezia)
- Vescovo Rino Fisichella (18 gennaio 2002 - 30 giugno 2010 nominato presidente del Pontificio consiglio per la promozione della nuova evangelizzazione)
- Vescovo Enrico dal Covolo, S.D.B. (30 giugno 2010 - 30 giugno 2018 cessato)
- Professore Vincenzo Buonomo (1º luglio 2018 - 1º agosto 2023 cessato)
- Arcivescovo Alfonso Vincenzo Amarante, C.SS.R., dal 1º agosto 2023

## Gran cancellieri
- Cardinale Luigi Traglia † (30 marzo 1965 - 9 gennaio 1968 dimesso)
- Cardinale Angelo Dell'Acqua, O.SS.C.A. † (13 gennaio 1968 - 27 agosto 1972 deceduto)
- Cardinale Ugo Poletti † (26 marzo 1973 - 17 gennaio 1991 ritirato)
- Cardinale Camillo Ruini (1º luglio 1991 - 27 giugno 2008 ritirato)
- Cardinale Agostino Vallini (27 giugno 2008 - 26 maggio 2017 ritirato)
- Cardinale Angelo De Donatis (26 maggio 2017 - 6 aprile 2024 nominato penitenziere maggiore)
- Cardinale Baldassare Reina, dal 6 ottobre 2024